# Цінева
Цінева — село Калуського району Івано-Франківської області. Входить до складу Дубівської сільської громади.

## Походження назви
Про виникнення назви Цінева є різні пояснення. Поляки вважають, що назва походить від слова тінь (по-польськи — цєнь) — йдеться про тінь, яку немов би кидав густий вільховий ліс, у якому було збудоване поселення. Інші розповідають, що в селі видобували ціну (олов'яну руду). Може й назва від ціни. А дехто пов'язує назву з потічком Цинівка і що, власне, біля нього виникло поселення. Хоча, можливо, нинішня назва виникла через спотворення поляками первісної назви Чернява.
21 травня 1990 року президія обласної ради змінила назву села Ценява на Цінева.

## Географія
Село Цінева розташоване на річці Дуба за 4 кілометри від селища Рожнятів та за 10 кілометрів від залізничної станції Рожнятів.

## Історія
У податковому реєстрі 1515 року село записано як Чернява (Czerniawa), в селі документується 4 лани (близько 100 га) оброблюваної землі.
У минулому назва села виступала в парі з Демнею. Це підтверджують документи Цінівського історико краєзнавчого музею, де є такий запис: Циркул (округ) Стрийський, паньство Рожнятівське, Цінева ет Демня. Ет (латиною) — і. Деколи ет замінювали німецьким міт — з. Назва Демня пішла від того, що там димилося — випалювали залізну руду. Це робили в примітивних печах — гамарнях. Зовні гамарня була з дерева. а всередині мала надзвичайно товсті кам'яні стіни, які подекуди сягали до 3 метрів. Гамарні розташовували біля рік, а руду до них довозили кіньми чи волами. Добування заліза велось досить примітивно, вручну, але це сприяло розвиткові в селі ковальства, бо забезпечувало потребу в цьому матеріалі.
У 1648 році жителі села брали активну участь у народному повстанні, за що їх очікувала кривава розправа після відходу Хмельницького.
В 1772 році під час першого поділу Речі Посполитої землі Прикарпаття ввійшли до Австрії. За цих часів громада Ціневи мала українську печатку. Гербом села був лев. У шкільних свідоцтвах писали українською мовою. У 1786 р. в селі (разом із присілком Демня) було 97 хат і 564 мешканці.
У 1939 році в селі проживало 1900 мешканців (1870 українців-грекокатоликів, 20 українців-римокатоликів, 10 поляків). Село входило до ґміни Ріпне Долинського повіту Станиславівського воєводства.
Наступні 15 років були роками боротьби проти окупантів, коли полягли та були ув'язнені або вислані сотні уродженців села. За даними облуправління МГБ у 1949 р. в Рожнятівському районі підпілля ОУН найактивнішим було в селах Сваричів, Нижній Струтинь і Цінева.

## Населення

### Мова
Розподіл населення за рідною мовою за даними перепису 2001 року:
| Мова       | Кількість | Відсоток |
| ---------- | --------- | -------- |
| українська | 1638      | 99.39%   |
| російська  | 7         | 0.43%    |
| румунська  | 3         | 0.18%    |
| Усього     | 1648      | 100%     |

## Церква

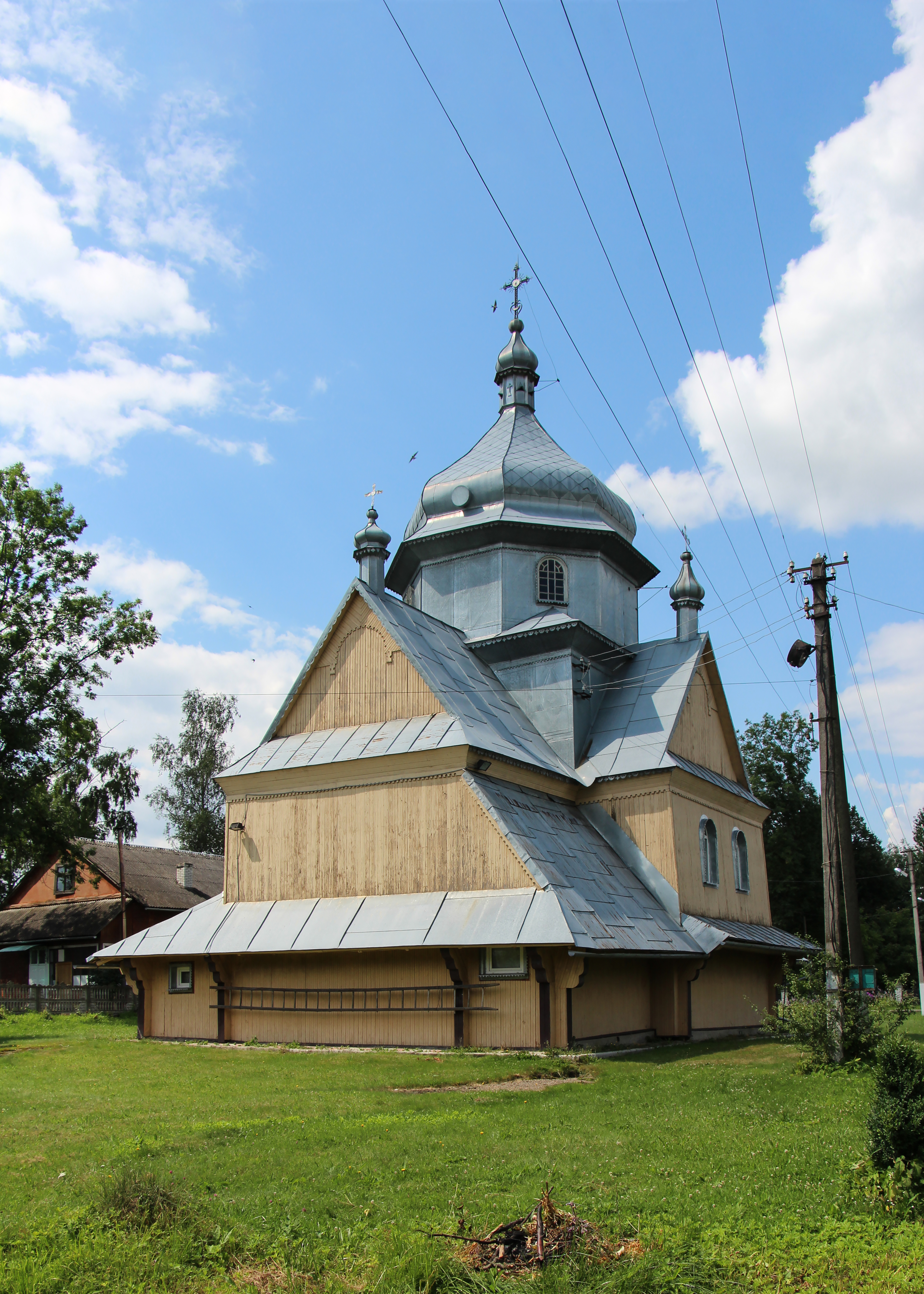
Церква Святого Архистратига Михаїла у Ціневі

Церква Архистратига Михаїла села Цінева вперше згадується 1685 року про сплату 5 злотих катедратика (столового податку), далі — у реєстрі духовенства, церков і монастирів Львівської єпархії 1708 року.
В 1745 році сільські майстри-будівельники збудували в центрі села нову церкву, яка стоїть досі. Церкві з греко-католицьким обрядом дали ім'я святого Архистратига Михаїла. Збудовано Цінівський храм за зразком українських дерев'яних церков, де відтворено старовинний тип кріплення в заруби. Цілі дерев'яні обруси, обтесані з чотирьох боків, становлять стіни будови. Крокви зв'язані тиблями (дерев'яні кілки) замість цвяхів. Тиблі вживали для того, що дерево з деревом — природна сполука, а залізні цвяхи іржавіють, нищать навколо себе дерево, з'їдають його і сполука стає хитка і непевна. Споруда триверха з пірамідально-ступеневим завершенням має 3 мідні бані. Вікна тільки в горішньому поверсі. Вся церква оформлена чудовою різьбою. 14 липня 1906 року в церкві молився Митрополит Андрей Шептицький. Це підтверджено печаткою та особистим підписом їх Ексцеленції. У церковній книзі зберігся запис: Предложено в часі осмотра канонічного в Ціневі дня 14 липня 1906 року Андрей Митрополит.

## Музей
У селі діє Історико-краєзнавчий музей культури та побуту Бойківщини.

## Сучасність
Пошкоджений повінню 2008 р. міст через річку Дуба відновлювали 9 років.

## Відомі люди

### Народились
- Вовчук Микола Володимирович (1990—2023) — солдат Збройних сил України, учасник російсько-української війни.
- Максимонько Леонтій (1893–1965) — видатний окуліст, випускник університету у Граці (1913–1923). Після проголошення ЗУНР зголосився добровольцем до лав Української Галицької Армії. У ній працював помічником санітарного шефа 1-го корпусу УГА, сотника-лікаря д-ра Тадея Яцика, а пізніше санітарного шефа УГА полкового лікаря д-ра Андрія Бурачинського. Викладач Українського таємного університету у Львові (1924–1925), у 1930-ті роки — керівник очного відділу у Народній Лічниці. Упродовж 10 років був секретарем Українського Лікарського Товариства та постійним скарбником Народної Лічниці, у (1934) році обрано головою Українського Лікарського Товариства, директор Лікарської Палати у Львові (1939), керівник очної клініки медичного інституту за німецької окупації (1941–1944), у (1944) р. емігрував на Захід і в Граці працював асистентом в очній університетській клініці аж до виїзду в Канаду в (1948) р. Там був лікарем у приватній лікарні д-ра Давідсона у Віндзорі. Припинив практику після ампутації ноги в (1952) р. Помер 5 квітня (1965) р. у Торонто.
- Коваль Ярослав(1908—1997) — український фотограф, учасник УФОТО та редколегії часопису «Світло і тінь», поет, краєзнавець, колекціонер, ініціатор та співзасновник бойківського музею у Ціневі.

### Працювали
- отець Кобринський Микола Миколайович — український фольклорист, письменник та культурно-просвітній діяч, парох (УГКЦ) села.